# تشارلي مور (لاعب كرة قاعدة أمريكي)
تشارلي مور (بالإنجليزية: Charlie Moore)‏ هو لاعب كرة قاعدة أمريكي، ولد في 21 يونيو 1953 في برمنغهام في الولايات المتحدة.

## وصلات خارجية
- تشارلي مور على موقع دوري كرة القاعدة الرئيسي (الإنجليزية)
- تشارلي مور على موقعبيزبول رفرنس.كوم (الدوري الرئيسي) (الإنجليزية)
- تشارلي مور على موقعبيزبول رفرنس.كوم (الدوري الثانوي) (الإنجليزية)